# 新巴甫利夫卡 (沃茲涅先斯克區)
47°16′4″N 31°4′12″E / 47.26778°N 31.07000°E
新巴甫利夫卡（烏克蘭語：Новопавлівка）是位於烏克蘭南部的村莊，由尼古拉耶夫州沃茲涅先斯克區的韋塞利諾韋市鎮負責管轄。該村面積0.44平方公里，海拔高度96米，2001年人口157，人口密度每平方公里356.8人。